# Jaltomata antillana
Jaltomata antillana là loài thực vật có hoa trong họ Cà. Loài này được (Krug & Urb.) D'Arcy mô tả khoa học đầu tiên năm 1978.